# Comté de Rice (Kansas)
Pour les articles homonymes, voir Comté de Rice et Rice.
Le comté de Rice est l’un des 105 comtés de l’État du Kansas, aux États-Unis. Fondé le 26 février 1867, il a été nommé en hommage au général Samuel Allen Rice.
Siège et plus grande ville : Lyons.

## Géolocalisation
| Comté de Barton   | Comté d'Ellsworth |                    |
|                   | Comté de Rice     | Comté de McPherson |
| Comté de Stafford | Comté de Reno     |                    |